# Lisa Banes
Lisa Banes (Chagrin Falls, Ohio, 9 de juliol de 1955 - Nova York, 14 de juny de 2021) va ser una actriu estatunidenca. Fou nomenada a un premi Drama Desk a la millor actriu de repartiment a una obra de teatre el 1984 per a Isn't it Romantic?. Anteriorment, el 1981, va guanyar un premi Theatre World en 1981 arran de la seva interpretació del rol d'Alison Porter a l'obra de teatre Off-Broadway, Look Back in Anger. Pel que fa al cinema, va figurar a Cocktail (1988), Freedom Writers (2007), Perduda (2014) i A Cure for Wellness (2016).